# Ciudad del Maíz
Ciudad del Maíz es una localidad del estado mexicano de San Luis Potosí, cabecera del municipio homónimo.

## Geografía
Ciudad del Maíz se encuentra en la ubicación 22°24′0″N 99°36′10″O / 22.40000, -99.60278, a una altura aproximada de 1200 m s. n. m.

La zona urbana ocupa una superficie de 4.785 km².

## Demografía
Según los datos registrados en el censo de 2020, la población de Ciudad del Maíz es de 10 943 habitantes, lo que representa un crecimiento promedio de 0.53% anual en el período 2010-2020 sobre la base de los 10 393 habitantes registrados en el censo anterior. Al año 2020 la densidad poblacional era de 2287 hab/km².
| Gráfica de evolución demográfica de Ciudad del Maíz entre 2000 y 2020 |
|                                                                       |
| Fuente: Instituto Nacional de Estadística Geografía e Informática     |

En 2020 el 48% de la población (5254 personas) eran hombres y el 52% (5689 personas) eran mujeres. El 60.1% de la población, (6580 personas), tenía edades comprendidas entre los 15 y los 64 años.
La población de Ciudad del Maíz está mayoritariamente alfabetizada, (2.82% de personas mayores de 15 años analfabetas, según relevamiento del año 2020), con un grado de escolaridad en torno a los 9 años. Solo el 2.18% de la población se reconoce como indígena. 

El 89.8% de los habitantes de Ciudad del Maíz profesa la religión católica.
En el año 2010 estaba clasificada como una localidad de grado muy bajo de vulnerabilidad social. Según el relevamiento realizado, 3042 personas de 15 años o más no habían completado la educación básica, —carencia conocida como rezago educativo—, y 1752 personas no disponían de acceso a la salud.

## Expansión
En diferentes momentos a partir de 2005, la localidad integró pequeñas poblaciones adyacentes en un proceso de conurbación que incluyó a los barrios de Abelardo Aguilar Turrubiartes (2005), Villa Antigua (2009) y Ejido Chiwe (2011).